# افینیس
افینیس (نام علمی: Calocoris affinis) نام یک گونه از سرده حشرات علفی کالوکوریس است. این گونه به استثناء یونان و سوئیس در همه جای اروپا پراکنده‌است. طول این حشره از ۶،۶ تا ۸،۳ میلی‌متر می‌باشد. افینیس در پاییز تخم‌گذاری می‌کند. تخم‌های این گونه در تابستان از ماه ژوئن تا اوت به حشره‌های نوزاد تبدیل می‌شوند. افینیس از آب گزنه دو پایه و نکتار انواع گونه قنطوریان و هویج وحشی گاوی تغذیه می کند.